# Lašovice

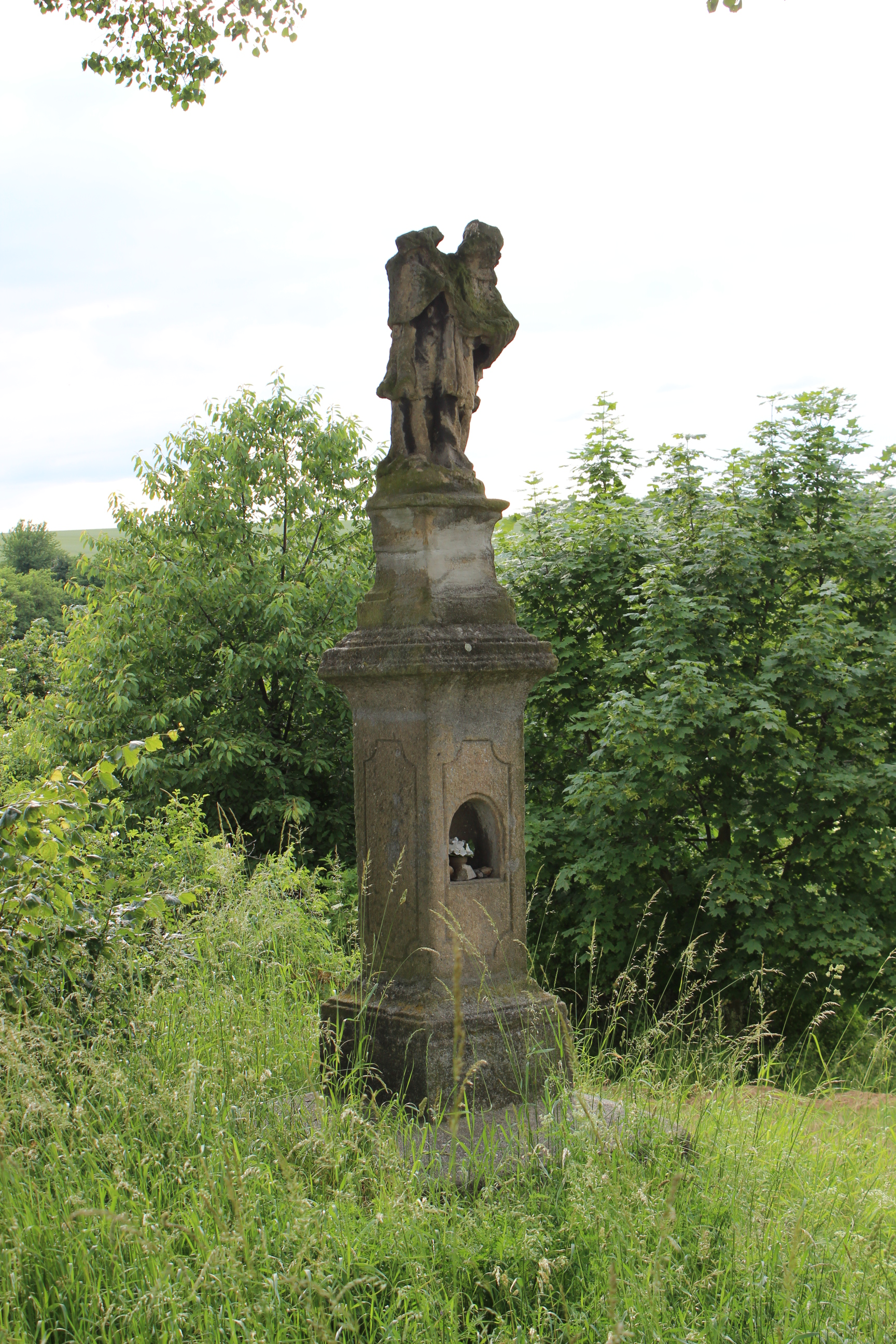
Statue des hl. Johannes von Nepomuk

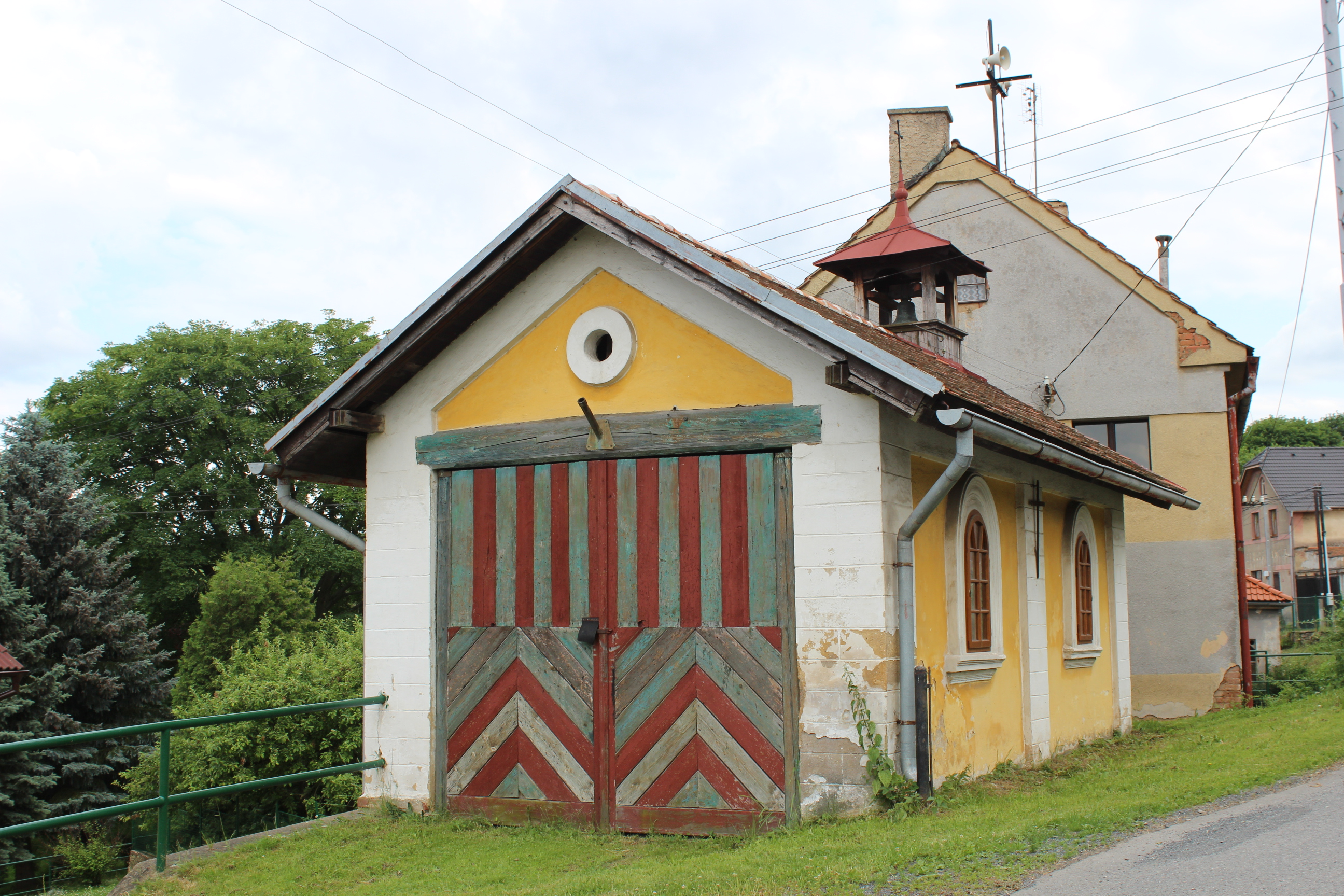
Kapelle

Lašovice (deutsch Laschowitz) ist eine Gemeinde in Tschechien. Sie liegt sieben Kilometer südöstlich von Rakovník und gehört zum Okres Rakovník.

## Geographie
Lašovice befindet sich am Rande des Landschaftsschutzgebietes Křivoklátsko in der Křivoklátská vrchovina. Das Dorf liegt auf einer Kuppe rechtsseitig über dem Quellgrund des Baches Lašovický potok. Nördlich erhebt sich der Klůček (433 m), im Osten die Na Kobyle (375 m), Vrchová (409 m) und Radlice (405 m), südöstlich die Čepína (469 m), im Süden die Ohrádka (443 m) und die Homolka (428 m), südwestlich der Na Stráží (480 m), im Westen der Remízský vrch (473 m). Im Nordosten verläuft die Bahnstrecke Beroun–Rakovník durch das Tal des Rakovnický potok.
Nachbarorte sind Horní Chlum, Dolní Chlum, Ryšín und Loučný Mlýn im Norden, V Lybii, Marvany, Děvín, Doupno, Nový Dům, Emilov und Kolonie im Nordosten, Pustověty und Kalubice im Osten, Losy, Velká Buková und Na Čihátku im Südosten, Čepiny, Malá Buková und Skřivaň im Süden, Tytry und Všetaty im Südwesten, Pavlíkov im Westen sowie Lubná, Krčelák und Huřviny im Nordwesten.

## Geschichte
Archäologische Funde belegen auf dem Gemeindegebiet die Anwesenheit von Jägern des Aurignacien um 20.000 v. Chr.
Die erste schriftliche Erwähnung des Dorfes Lassouici erfolgte im Jahre 1143. Das Gut war ein Lehn der königlichen Burg Křivoklát mit der Verpflichtung zu Hege- und Botendiensten.
Im Jahre 1685 verkaufte Leopold I. die Kronherrschaft Pürglitz an Ernst Joseph Graf von Waldstein. 1731 vererbte Johann Joseph Graf von Waldstein die Herrschaft an seine Tochter und Universalerbin Maria Anna Fürstin zu Fürstenberg, die sie 1756 testamentarisch mit der Herrschaft Kruschowitz und dem Gut Nischburg zu einem Familienfideikommiss von 400.000 Gulden vereinigte. Die eine Hälfte des Erbes fiel ihren Söhnen Joseph Wenzel zu Fürstenberg-Stühlingen und Karl Egon I. zu Fürstenberg zu, die andere ihren Töchtern Henriette Fürstin von Thurn und Taxis und Maria Theresia zu Fürstenberg. Als Fideikommisserben setzte sie ihren zweitgeborenen Sohn Karl Egon I. ein, der durch Ausgleich auch die Anteile seiner Geschwister erwarb. Im Jahre 1786 wurde durch den Religionsfonds in Stadtl eine Lokalie eingerichtet, zu deren Sprengel auch Pustowied gehörte. Nach dem Tode von Karl Egon I. erbte 1787 dessen ältester Sohn Philipp Fürst zu Fürstenberg († 1790) den Besitz, ihm folgten seine Kinder Karl Gabriel zu Fürstenberg († 1799) und Leopoldine Prinzessin von Hessen-Rothenburg-Rheinfels. 1803 verzichteten die weiblichen Erben in einem Familienvergleich zugunsten des minderjährigen Karl Egon II. zu Fürstenberg und der fürstlichen und landgräflichen Häuser Fürstenberg; als Verwalter wurde bis zu dessen Volljährigkeit im Jahre 1817 Joachim Egon Landgraf von Fürstenberg eingesetzt.
Im Jahre 1843 bestand Laschowitz/Lassowice aus 46 Häusern mit 355 Einwohnern. Pfarrort war Groß-Augezd. Bis zur Mitte des 19. Jahrhunderts blieb Laschowitz dem Fideikommiss Pürglitz untertänig.
Nach der Aufhebung der Patrimonialherrschaften bildete Lašovice / Laschowitz ab 1850 eine Gemeinde im Bezirk Rakonitz und Gerichtsbezirk Pürglitz. Nach dem Tode des Karl Egon II. zu Fürstenberg erbte 1854 dessen zweitgeborener Sohn Max Egon I. den Fideikommiss Pürglitz.
Die Rakonitz–Protivíner Bahn nahm 1876 im Tal des Rakovnický potok den Betrieb der Bahnstrecke Beroun–Rakovník auf. Im Jahre 1932 lebten in Lašovice 408 Personen. Beim Zensus von 2001 bestand Lašovice aus 78 Häusern mit 88 Einwohnern und V Lybii aus 21 Häusern mit 13 Einwohnern.

## Gemeindegliederung
Für die Gemeinde Lašovice sind keine Ortsteile ausgewiesen. Die Gemeinde besteht aus den Grundsiedlungseinheiten Lašovice und V Lybii.

## Sehenswürdigkeiten
- Barocke Statue des hl. Johannes von Nepomuk, westlich des Dorfes an der Straße nach Pavlíkov, geschaffen in der 1. Hälfte des 18. Jahrhunderts
- Kapelle
- Denkmal für die Gefallenen des Ersten Weltkrieges